# Sarsia
Sarsia is een geslacht van hydroïdpoliepen uit de familie van de Corynidae.

## Soorten
- Sarsia apicula (Murbach & Shearer, 1902)
- Sarsia bella Brinckmann-Voss, 2000
- Sarsia densa (Hartlaub, 1897)
- Sarsia lovenii (M. Sars, 1846)
- Sarsia medelae Gili, Lopez-Gonzalez & Bouillon, 2006
- Sarsia occulta Edwards, 1978
- Sarsia piriforma Edwards, 1983
- Sarsia princeps (Haeckel, 1879)
- Sarsia striata Edwards, 1983
- Sarsia tubulosa (M. Sars, 1835) (Klepelklokje)
- Sarsia viridis Brinckmann-Voss, 1980